# Pendolo senza compromessi
Pendolo senza compromessi (in russo: Бескомпромиссный маятник) è un libro sul sistema di combattimento che è stato insegnato dal maestro di boxe Cus D'Amato ai suoi studenti, più comunemente conosciuta come lo stile peek-a-Boo. Il libro è stato scritto dallo scienziato ucraino e ricercatore di arti marziali Oleg Viktorovič Maltsev e il discepolo di D'Amato Tom Patti. Il libro è stato pubblicato in inglese nel 2018 e pubblicato in libero accesso come omaggio alla memoria di Cus D'Amato

## Omaggio
L'uscita del libro Pendolo senza compromessi è stata preceduta dal progetto Scienza della vittoria, che è stato dedicato alla memoria di D'Amato, che ha allevato tre campioni del mondo: José Torres, Floyd Patterson e Mike Tyson. Si è svolto dal 26 ottobre 2017 al 4 novembre 2017. Durante il progetto, giornalisti, esperti nel campo delle arti marziali e pugili di diversi paesi, tra loro Silvio Branco, Mihail Zavyalov, Patrizio Oliva, il Dr. Antonio Graceffo, Avi Nardia e Gordon Marino hanno condiviso le loro opinioni su Cus D'Amato e il suo ruolo unico nella storia del pugilato.

## Critica
Il libro è disponibile gratuitamente di pubblico dominio in russo e inglese. In generale, il Pendolo senza compromessi ha ricevuto recensioni positive da parte di ricercatori di boxe che conoscevano personalmente lo stesso Cus D'Amato e/o hanno studiato il suo stile di boxe.
Uno Psicologo Sportivo, ex pugile e allenatore Alexander Balykin ha scritto nella sua recensione che il libro dovrebbe essere letto non solo per allenatori, ma anche dagli atleti, indipendentemente dal tipo di sport che sviluppano. Secondo Alexander Balykin, il sistema di Cus D'Amato sarà sempre rilevante in tutti gli sport. Si concentra anche sul significato della componente filosofica e psicologica del sistema descritto nel libro. Osserva anche che per acquisire una comprensione più profonda della metodologia di Cus, in pratica è necessario allenarsi con un formatore professionista e studiare ulteriori sussidi didattici.
Il Dr. Antonio Graceffo paragona il Pendolo senza compromessi con Libro dei Cinque Anelli di Miyamoto Musashi e con il trattato L'Arte della Guerra di Sunzi. Graceffo rileva il concetto di "2 + 3 = 5" e i suoi aspetti pratici sia sul ring che al di fuori di esso. Qui il numero "2" significa un duello tra l'allenatore e lo studente, con il quale l'allenatore acquisisce potere agli occhi del suo allievo. Graceffo ha detto che sebbene Cus D'Amato sia riuscito a sconfiggere Mike Tyson, non ha ferito la sua personalità. Secondo lui, il libro intende creare un approccio e un pensiero senza compromessi nella vita.
Il giornalista di NY Fights John Gatling osserva che l'aspetto del Pendolo senza compromessi è da qualche parte nel mezzo tra ciò che Muhammad Ali ha pensato a Cus - il diavolo e che Mike Tyson è Dio per lui. John considera il libro un complesso percorso psicologico nell'approccio di Cus D'Amato all'apprendimento e allo sviluppo dello stile di vita di un vero campione.
Storico di boxe, fondatore di Boxing Hall of Fame, Inc (Las Vegas, Nevada) Steve Lott ha recensito il libro affermando che questo è qualcosa che non è mai stato fatto nella storia della boxe. Nelle sue parole, Cus sarebbe rimasto colpito dal fatto che l'autore avesse compreso che l'80% del pugilato era mentale ed emotivo, con l'essere fisico una piccola parte. Tuttavia allo stesso tempo Steve osserva che il libro è molto al di sopra del livello medio dei lettori di boxe e che i concetti potrebbero essere troppo avanzati per essere compresi.
Martin González, formatore della Stati Uniti Boxing Association, ha elogiato l'analisi degli elementi tecnici dello stile e un approccio allo studio dei processi mentali e della psicologia. Secondo Martin Gonzalez, lui stesso ha usato lo stile di Cus D'Amato per addestrare i pugili.
Il presidente della Lega nazionale di pugilato professionale dell'Ucraina, Mikhail Zavyalov, ha generalmente elogiato il libro. Tuttavia, è pronto a discutere con un frammento del libro in cui si dice che senza l'istinto del killer un pugile non diventerà re sul ring. Al contrario, si riferisce agli attuali pugili Vasyl Lomachenko e Oleksandr Usyk, che a suo parere, non possiedono l'istinto assassino.

## Contenuto
Il libro descrive in dettaglio il sistema D'Amato, basato sui vent'anni di ricerca scientifica di Oleg Maltsev. Gli autori affermano che il sistema D'Amato è applicabile dentro e fuori dal ring, in vari campi. I diversi capitoli del libro spiegano il genio di D'Amato e il suo approccio psicologico, filosofico e metodologico all'educazione di un campione. Come parte dello studio, la spedizione scientifica è stata condotta nella patria della famiglia D'Amato nel sud di Italia.